# Kurt Morath
Pour les articles homonymes, voir Morath.

a Compétitions nationales et continentales officielles uniquement.

b Matchs officiels uniquement.
Dernière mise à jour le 13 janvier 2023.
Kurt Morath, né le 13 novembre 1984 à Takapuna (Nouvelle-Zélande), est un joueur international tongien de rugby à XV qui évolue au poste de demi d'ouverture. Il joue avec l'équipe des Tonga depuis 2009.

## Biographie

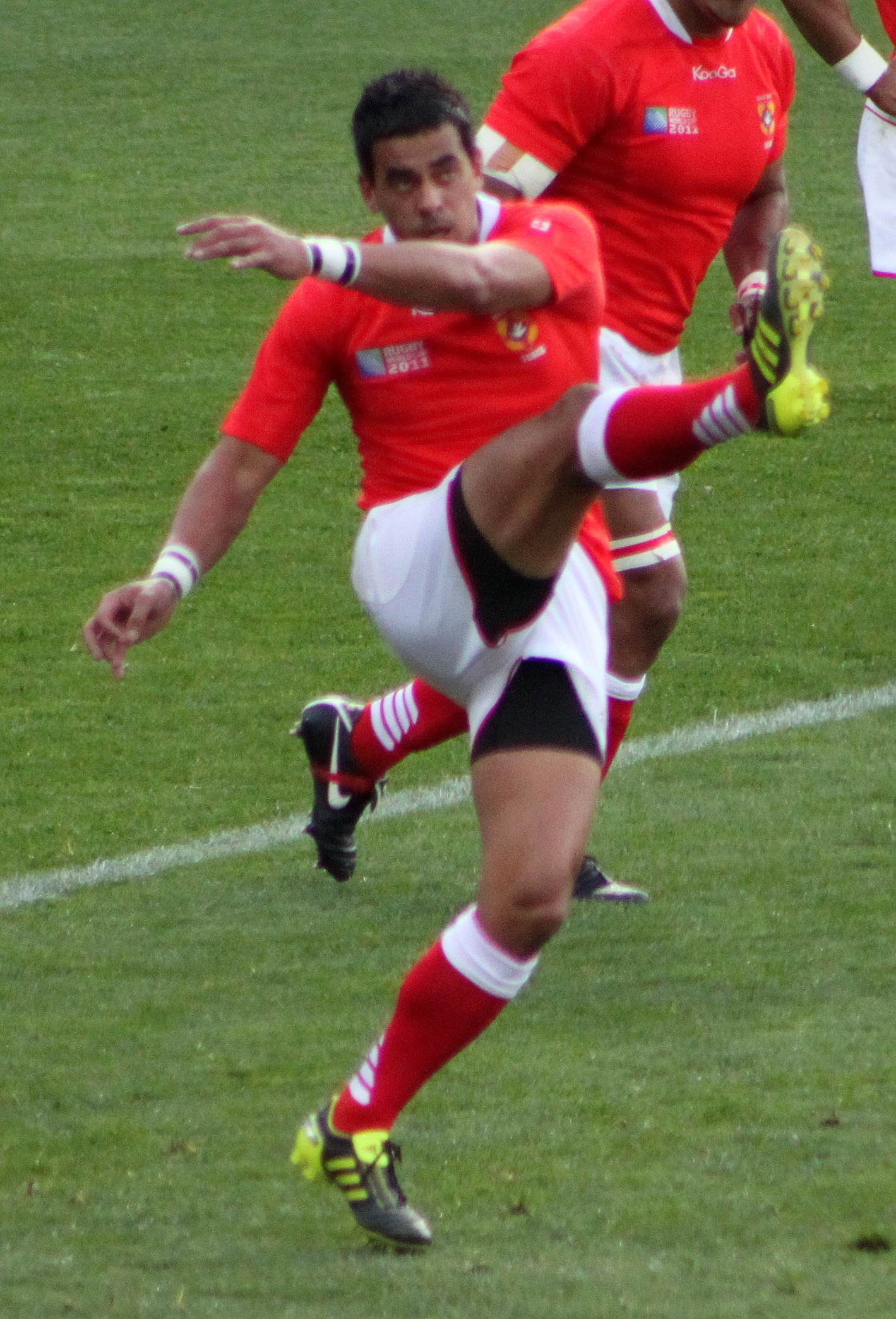
Kurt Morath lors du match face à la France lors de la Coupe du monde 2011.

Kurt Morath est né à Takapuna, dans la banlieue d'Auckland, en Nouvelle-Zélande. Il est d'ascendance tongienne par sa mère, qui est originaire de l'archipel de Vavaʻu. Morath est éduqué à la Hamilton Boys' High School (en) dans la région de Waikato.
Il est le frère cadet de Daniel Morath, lui aussi international tongien, et évoluant au poste de demi de mêlée.

## Carrière

### En club
Kurt Morath commence sa carrière en Nouvelle-Zélande, avec le club amateur d'Inglewood, dans le championnat amateur de la région de Taranaki.
En 2006, il perce au niveau professionnel lorsqu'il est retenu dans l'effectif de la province de Taranaki pour disputer le National Provincial Championship (NPC),. Il joue deux saisons avec cette équipe, disputant un total de huit rencontres.
En 2008, il quitte Inglewood pour rejoindre le Stratford Rugby Football Club évoluant dans le même championnat régional,.
Après deux ans sans contrat professionnel, il fait une pige d'une saison dans le championnat espagnol avec le Cajasol Ciencias, basé à Séville,.
Après son passage en Espagne, il rejoint l'Irlande et le Clonakilty RFC. Il joue la saison 2009-2010 avec ce club, évoluant en All-Ireland League.
Plus tard en 2010, il rejoint le club australien de Southern Districts en Shute Shield,. Après une saison, il rejoint Eastern Suburbs dans le même championnat,.
En 2012, il signe un contrat avec le club japonais des Kubota Spears, évoluant en Top League Est A (deuxième division régionale),. Au terme de sa première saison au club, son club est promu en Top League. Il quitte le club en 2014, après deux saisons.
Après son départ du Japon, il retourne brièvement en Nouvelle-Zélande, et joue pour le club amateur du Waitemata dans le championnat d'Auckland, aux côtés de son frère Daniel.
Morath est recruté en tant que joker médical de Seremaia Burotu en novembre 2014 par le Biarritz olympique. Handicapé par plusieurs blessures successives, il n'est titularisé que six fois, et n'est pas conservé à l'issue de la saison.
En 2016, il dispute la première édition du PRO Rugby aux États-Unis, avec l'équipe des Breakers de San Diego. Il devient rapidement un titulaire indiscutable de cette équipe, mais doit quitter le club à la fin de la saison, puisque le championnat disparait après seulement une année d'existence.
Il fait ensuite son retour au Japon avec le club de Tokyo Gas, en Top League Est A, pour la durée d'une saison,.
En 2018, il retourne jouer aux États-Unis avec les Warriors de l'Utah lors de la première saison de Major League Rugby (MLR).
Plus tard la même année, il s'engage pour une durée de deux saisons avec le club anglais des Doncaster Knights, évoluant en Championship. Il dispute treize rencontres avec cette équipe, et inscrit soixante-trois points. Au bout d'une saison, il décide de quitter le club avant la fin de son contrat.
Dans la foulée de son départ de Doncaster, il retourne une nouvelle fois aux États-Unis, et signe un contrat d'une saison avec les Gilgronis d'Austin en MLR. Arrivé au club en mars 2020, il n'a le temps de disputer qu'une seule rencontre avant que la saison ne soit arrêtée à cause de la pandémie de Covid-19. Malgré cela, il voit son contrat être prolongé pour une saison de plus. Malgré une saison pleine (quatorze matchs), il n'est ensuite pas conservé pour la saison 2022. Il continue néanmoins de jouer au rugby au niveau amateur dans le championnat texan.

### En équipe nationale

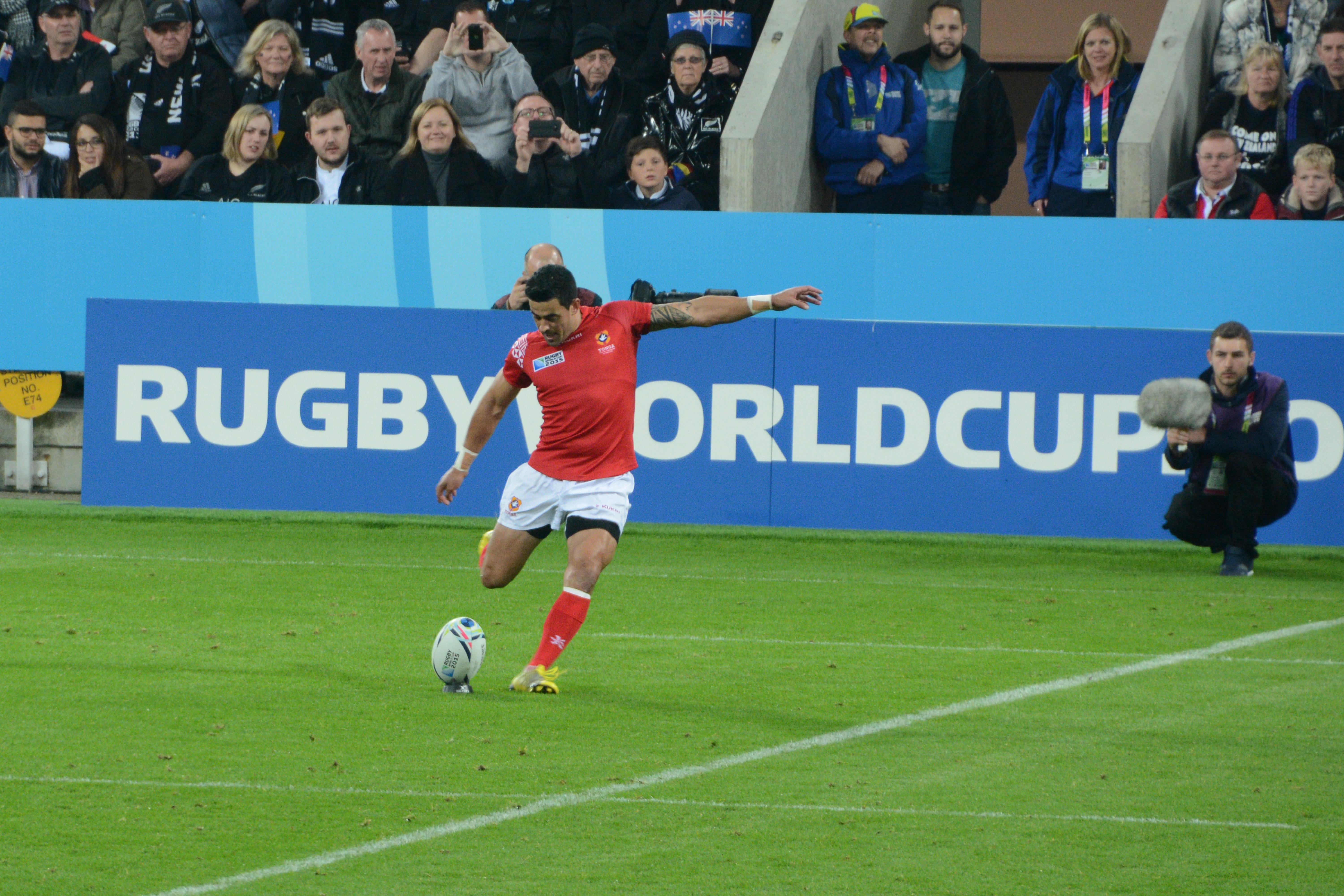
Kurt Morath lors du match face à la Nouvelle-Zélande lors de la Coupe du monde 2015.

Kurt Morath est sélectionné avec le groupe élargi de la sélection néo-zélandaises des moins de 19 ans en 2003, mais ne joue aucun match avec cette équipe.
Grâce à ses origines tongiennes, il est appelé pour la première fois avec l'équipe des Tonga en novembre 2009. Il joue son premier match face à l'équipe d'Irlande A le 13 novembre 2009. Il obtient sa première sélection officielle le 28 novembre 2009 contre le Portugal. 
Il fait partie de l'effectif retenu par Isitolo Maka pour disputer la Coupe du monde 2011 en Nouvelle-Zélande,. Il dispute quatre matchs lors de la compétition, et participe à la victoire historique contre la France.
Il fait partie du groupe tongien sélectionné pour participer à la Coupe du monde 2015 en Angleterre. Il dispute quatre matchs contre la Géorgie, Namibie, l'Argentine et la Nouvelle-Zélande.
En 2019, il est sélectionné pour disputer sa troisième Coupe du monde au Japon. Il ne dispute qu'un seul match, contre l'Angleterre, avant de se blesser gravement la gorge, mettant fin à sa participation au tournoi.

## Statistiques internationales
- 40 sélections
- 340 points (deux essais, 48 transformations, 78 pénalités)
- Sélections par année : 1 en 2009, 3 en 2010, 9 en 2011, 3 2012, 2 en 2013, 3 en 2014, 9 en 2015, 3 en 2018, 3 en 2019, 2 en 2021
- En Coupe du monde[43] :
  - 2011 : 4 matchs (Nouvelle-Zélande, Canada, Japon, France), 45 points (six transformations, onze pénalités)
  - 2015 : 4 matchs (Géorgie, Namibie, Argentine, Nouvelle-Zélande), 28 points (un essai, une transformation, sept pénalités)
  - 2019 : 1 match (Angleterre), 0 point